# Ayu Gani
Ayu Lestari Putri Gani (Surakarta, 13 agosto 1991) è una modella indonesiana, vincitrice della terza edizione del talent show Asia's Next Top Model.
Gani è stata scelta come rappresentante dell'Indonesia nel talent show, diventando la prima concorrente indonesiana ad arrivare nella Top 3 e a vincere la gara.

## Biografia
Nata da genitori di etnia cinese a Surakarta, nella provincia indonesiana di Giava Centrale, Gani è cresciuta nella città di Yogyakarta. Si è laureata in letteratura inglese all'università Sanata Dharma, ricevendo una borsa di studio per studiare un anno a Cincinnati, Ohio, per il suo talento musicale. Dopo la laurea si è trasferita nella capitale indonesiana Giacarta, dove studia Fashion Business al College LaSalle.

## Carriera pre-Asia's Next Top Model
Gani ha iniziato la carriera come modella partecipando ad una competizione nazionale chiamata Wajah Femina, in cui ha vinto il premio di "Favorita". Ha iniziato a partecipare a sfilate e passerelle in Indonesia nei primi anni 2010, diventando l'icona della Settimana della moda di Giacarta del 2012.

## Asia's Next Top Model
Gani è stata una delle tre concorrenti scelte come rappresentanti dell'Indonesia nella terza edizione di Asia's Next Top Model, insieme a Tahlia Raji e Rani Ramadhany. Ha vinto tre volte il riconoscimento di "Miglior Performance della settimana" (nelle settimane 2, 6 e 12), seconda solamente alla concorrente Monika Sta. Maria.
Ha vinto la competizione contro le finaliste Monika Sta. Maria e Aimee Cheng-Bradshaw, ottenendo come premio un'automobile Subaru XV STI, la partecipazione ad una copertina della rivista Harper's Bazaar Singapore, un contratto con l'agenzia Storm Model Agency di Londra, e una campagna pubblicitaria per la linea asiatica di prodotti per capelli TRESemmé.
Come vincitrice di Asia's Next Top Model, ha partecipato ad interviste ed è stata fotografata per diverse riviste nazionali e internazionali, come Surface Magazine, Femina Indonesia, Grazia, Nylon, HighEnd e Harper's Bazaar Singapore. Ha anche ottenuto una posizione come modella nell'e-commerce asiatico di abbigliamento Zalora.